# Ľudovít Fulla

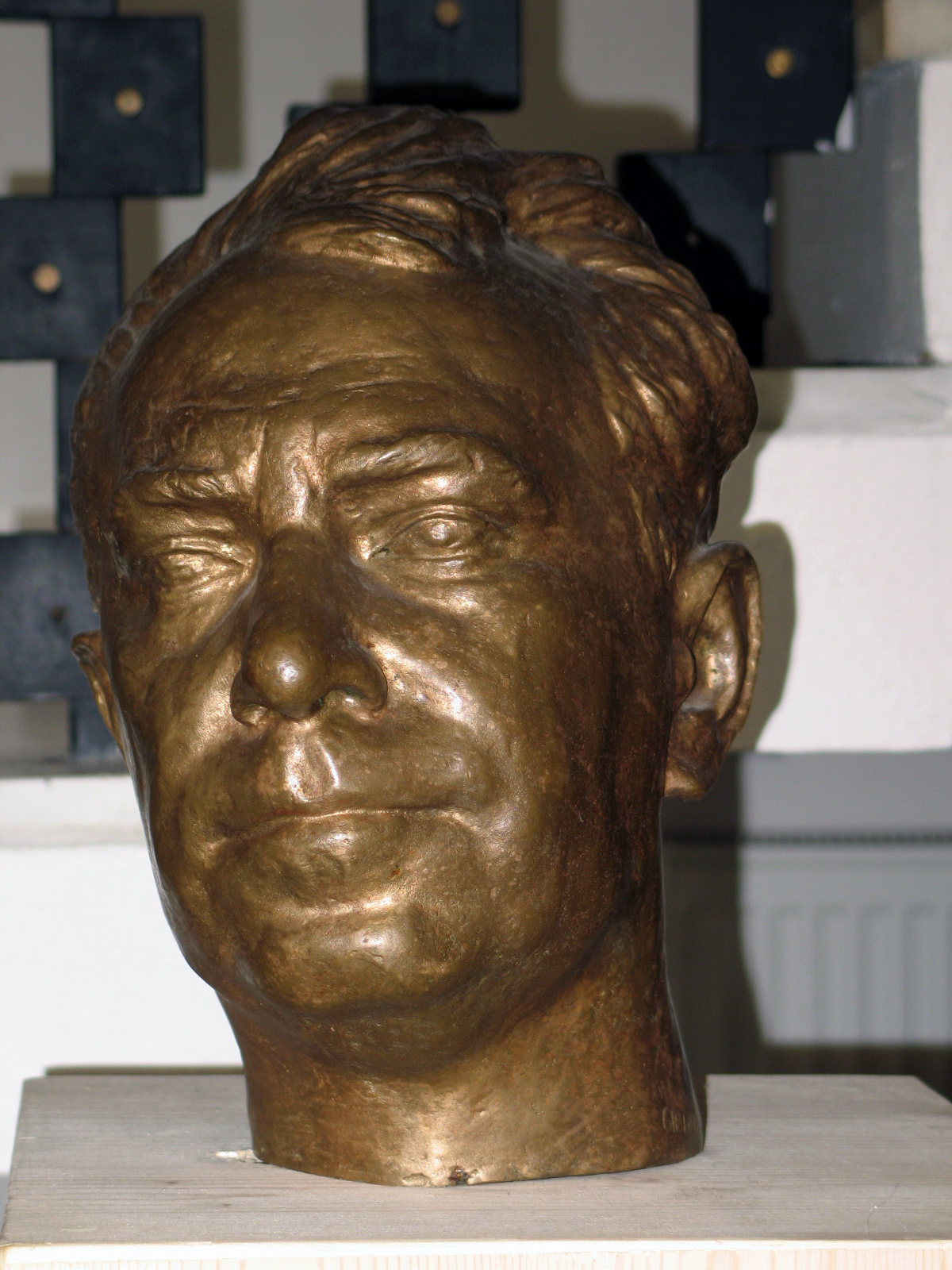
Die Büste von Fulla gemacht von Fero Gubala

Ľudovít Fulla (* 27. April 1902 in Ružomberok (Österreich-Ungarn); † 21. April 1980 in Bratislava) war ein slowakischer Maler und Graphiker. Mit Martin Benka und Janko Alexy war er die richtungweisende Persönlichkeit der modernen slowakischen Malerei.

## Leben
Fulla war der einzige Sohn in der Familie mit fünf Schwestern. Er besuchte die Handelsakademie in Dolný Kubín. Nach dem Abitur besuchte er die private Malerschule von Gustav Mally in Bratislava. Danach studierte er an der Kunstgewerbeschule in Prag bei Professor Hofbauer und Professor Kysela. Nach dem Studium unterrichtete er am Lyceum in Senica, danach am Gymnasium in Malacky und in den Jahren 1929 bis 1939 an der Schule des Kunsthandwerks in Bratislava. Hier befreundete er sich mit Mikuláš Galanda. Fulla führte ab 1949 die Abteilung der Dekorativer Malerei an der Hochschule für Bildende Künste in Bratislava. Fulla kehrte 1962 in seine Geburtsstadt Ružomberok zurück. Zu seinem hundertsten Geburtstag ließ die Slowakische Nationalbank eine Ľudovít Fulla-Silbermünze in Wert von 200 slowakischen Kronen prägen.

## Malerei

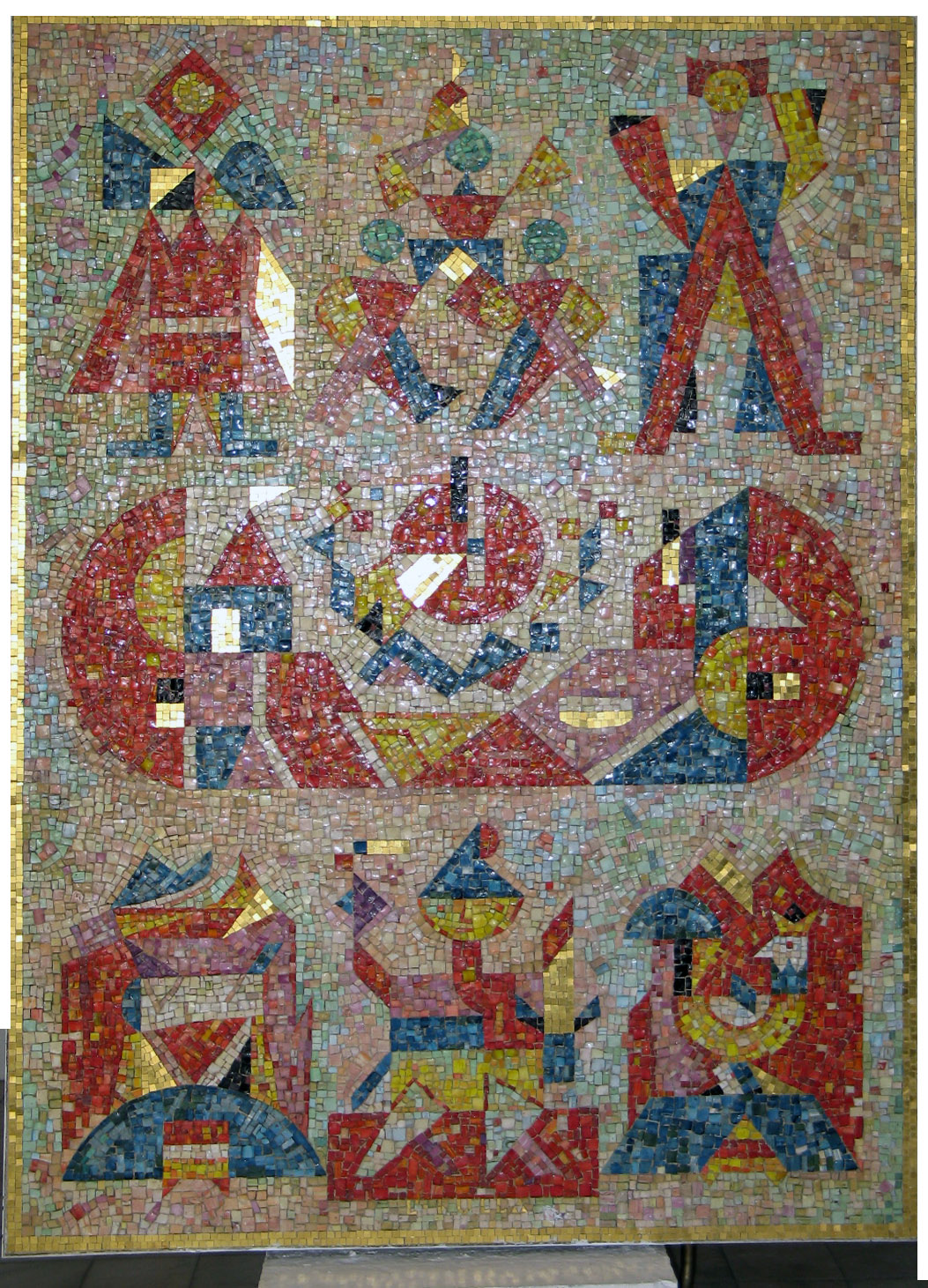
Mosaik in Ľudovít Fulla Galerie

Fulla holte  sich die Inspiration aus Deutschland, Frankreich, England, Italien und Spanien. Er war stark von Marc Chagall, Wassily Kandinsky, Pablo Picasso und Paul Klee beeinflusst, wie auch von der slowakischen Volkskunst. 1963 wurde er mit dem Titel Nationalkünstler geehrt. Fulla bekam 1936 die Bronzemedaille bei der Kunstmesse in Mailand, er erhielt 1937 für das Bild  Pieseň a práca Grand Prix auf der Weltausstellung in Paris. Fulla schenkte 1966 und 1977 viele seiner Werke der seit 1969 für die Öffentlichkeit geöffnete Ľudovít Fulla Galerie in Ružomberok.